# Ruth Engelhard
Ruth Engelhard (även Engelhardt, född Becker), född 3 januari 1909
i Lichterfelde, förbundsland Berlin; död 22 oktober 1975 i Darmstadt, förbundsland Hessen; var en tysk friidrottare med löpgrenar som huvudgren. Engelhard var en pionjär inom damidrott, hon var världsrekordhållare i stafettlöpning på 4 x 200 meter och blev guldmedaljör vid den fjärde damolympiaden 1934.

## Biografi
Ruth Engelhard föddes 1909 i Lichterfelde i mellerst Tyskland. När hon började med friidrott tävlade hon i kortdistanslöpning och medeldistanslöpning, samt i spjutkastning. Hon gick med i idrottsföreningen SC Brandenburg, senare tävlade hon för SV Siemens Berlin.
1929 blev hon tysk mästare i häcklöpning 80 meter (med tyskt rekord) vid tävlingar i Frankfurt am Main 20–21 juli, hon försvarade titeln 1933 vid tävlingar i Weimar 19–20 augusti och åter 1934 vid tävlingar i Nürnberg 27–29 juli.
1929 blev hon även tysk mästare i stafettlöpning på 10 x 100 meter (med världsrekordtid), den 26 juni 1932 satte hon världsrekord i stafettlöpning på 4 x 200 meter (med G. Feldsmann, Gundel Wittmann och Margarete Gericke) vid tävlingar i Neurössen (nära Leuna), 1934 blev hon tysk mästare i stafett på 4 x 100 meter (med Geffert, Ilse Dörffeldt och Erna Steinberg).
Engelhard deltog vid den fjärde damolympiaden 9–11 augusti 1934 i London, under idrottsspelen vann hon guldmedalj i häcklöpning 80 meter, segertiden blev även ett nytt världsrekord.
1932 gifte hon sig med Hermann Engelhard, paret fick 2 barn. Senare blev hon idrottslärare (tillsammans med maken) för de lokala friidrottsförbunden i Hessen och Baden-Württemberg. Engelhard dog 1975 i Darmstadt.